# European Atherosclerosis Society
Die European Atherosclerosis Society (Europäische Atherosklerosegesellschaft), abgekürzt EAS, wurde 1964 gegründet und verfolgt das Ziel, das Wissen über die Ursachen, Entwicklung, Behandlung und Prävention der Atherosklerose zu vermehren und zu verbreiten. Die EAS wird von einem regelmäßig neu gewählten Komitee geleitet, das Büro der Gesellschaft befand sich seit 2002 in Malmö und wurde 2009 nach Göteborg verlegt.
Die EAS hat ungefähr 1000 Mitglieder, überwiegend europäische Ärzte und Forscher sowie Firmenmitglieder. Sie unterhält enge Kontakte zu thematisch ähnlich ausgerichteten, nationalen und internationalen Gesellschaften und ist selbst Mitglied der International Atherosclerosis Society (IAS). Zur Publikation wissenschaftlicher Arbeiten im Bereich der Atheroskleroseforschung gibt sie die Fachzeitschrift Atherosclerosis heraus.
Jährlich wird neben kleineren Workshops ein internationaler Kongress ausgerichtet, mit Ausnahme der Jahre, in denen ein Symposium der IAS stattfindet (zukünftig auch parallel zu außereuropäischen IAS-Symposien). Die Kongresse richten sich primär an ein Fachpublikum aus akademischen Forschern, Klinikern und Industrievertretern. Pro Kongress nehmen ungefähr bis zu 3000 Teilnehmer teil.
Zu den weiteren Aktivitäten der EAS gehören die Erarbeitung und Veröffentlichung klinischer Leitlinien für die Behandlung der Atherosklerose, die Unterstützung wissenschaftlicher und klinischer Projekte sowie die Förderung von Nachwuchswissenschaftlern aus dem medizinischen und naturwissenschaftlichen Bereich. Es werden verschiedene Preise verliehen, darunter der Anitschkow-Preis für herausragende Forschungsarbeiten auf dem Gebiet der Atherosklerose und damit zusammenhängender Stoffwechselveränderungen.

## Träger des Anitschkow-Preises
- 2007 Göran K. Hansson, Schweden
- 2008 Jean C. Fruchart, Frankreich
- 2010 Michal S. Brown, USA
- 2011 Philip Barter, Australien
- 2012 Terje R. Pedersen, Norwegen
- 2013 Peter Libby, USA
- 2014 John Kastelein, Niederlande
- 2015 Aldons Lusis, USA
- 2016 Peter Carmeliet, Belgien
- 2017 Alan Tall, USA
- 2018 Anne Tybjærg-Hansen, Dänemark
- 2019 Helen Hobbs, USA
- 2020 Joseph L. Witztum, USA
- 2021 Rory Collins, Vereinigtes Königreich
- 2022 Børge G. Nordestgaard, Dänemark
- 2023 Stephen J. Nicholls, Australien
- 2024 Bart Staels, Frankreich
- 2025 Paul M. Ridker, USA